# Santa Maria i Sant Nicolau
Santa Maria i Sant Nicolau és una església parroquial a la vila de Calella i està dedicada a l'Assumpció i a Sant Nicolau de Bari i d'estil neoclàssic, va ser construïda el 1747 i ampliada el 1785. Conserva l'antic edifici del 1543-1564 (fou consagrada aquest darrer any), esfondrat a conseqüència de la caiguda del campanar. El temple actual fou dissenyat per Josep Morató el 1747. Després de la total destrucció i crema del 1936 de l'interior, el 1939 es tornà a reedificar i, finalment, el 23 de setembre de 1951 fou inaugurat el temple totalment reconstruït.

## Arquitectura

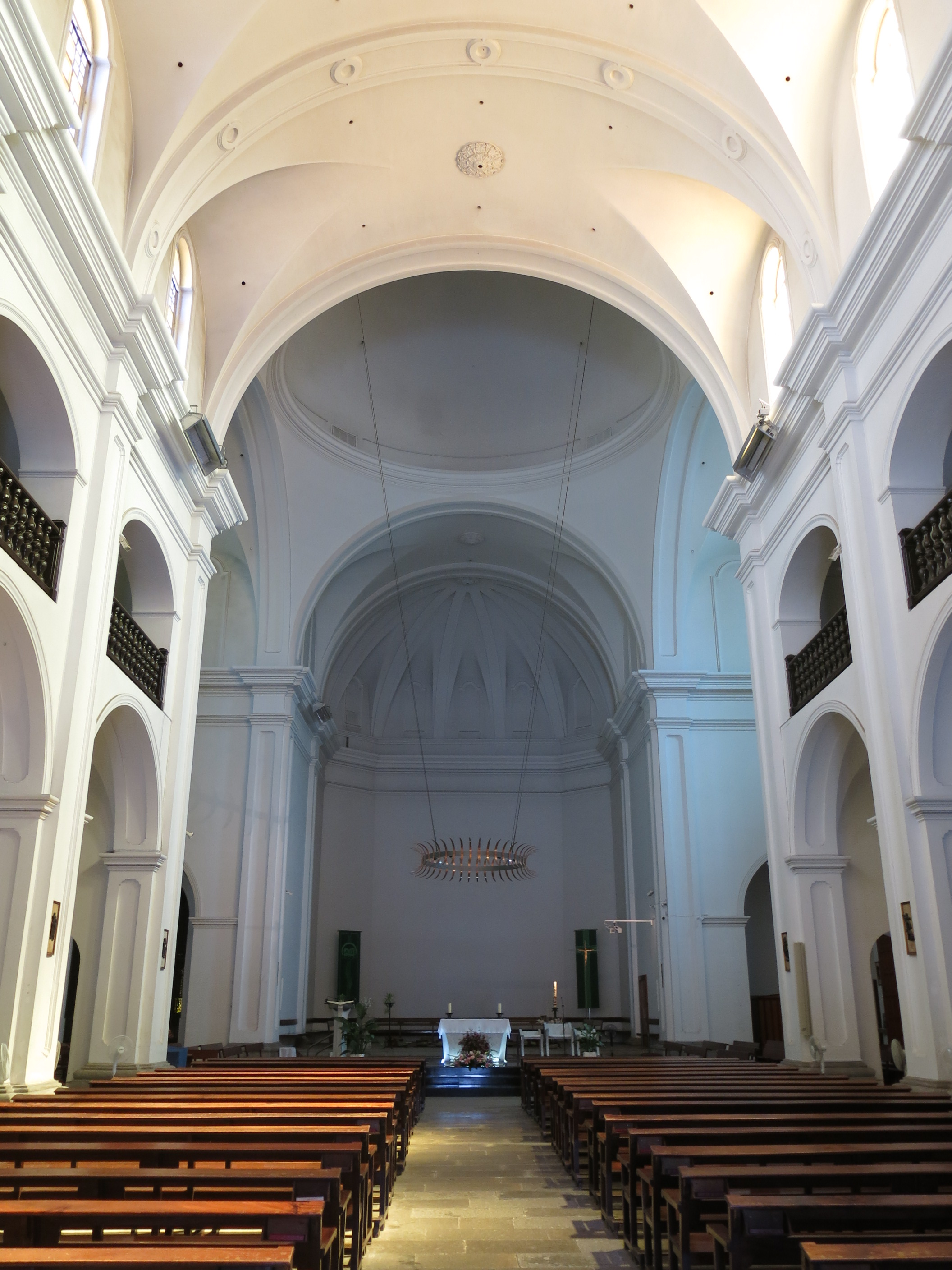
nau

L'església arxiprestal de Santa Maria de la Calella actual és un edifici d'estil neoclàssic, bastit a partir del 1747, quan caigué el campanar i esfondrà l'església anterior, i ampliat el 1785 segons plans del mestre Moretó de Vic. L'antic edifici fou bastit el 1543-1564, i d'ell es conserva la gran portalada d'entrada d'estil barroc. En la façana a part de la portalada d'entrada hi ha sobre mateix un rosetó i un ull de bou, a la part esquerra i un xic endarrerit amb relació a la línia de l'entrada hi ha el campanar de planta quadrada per acabar en un polígon.
La planta de l'església té forma de creu llatina, d'una nau de 49m de llarg, amb creuer i absis poligonal segueix el model barroc derivat de Sant Felip Neri de Barcelona. Cinc trams de volta té la nau, amb dos de desiguals, els braços del creuer; la intersecció d'aquest és coberta amb una cúpula semi-circular. Entre els contraforts de la nau central s'obren quatre capelles a cada costat. El temple és il·luminat per la rosassa gran de la façana principal i dues finestres (posteriors) a cada costat de la nau. L'església es completa amb un campanar de 42m d'alçada de base quadrada, amb cos superior octogonal.
La portada d'estil barroc està col·locada a la façana principal de l'església de Santa Maria de Calella. Després de l'esfondrament, en caure el campanar el 1747, de l'antiga església només en queda aquesta portada. Té incorporats dotze caps dels apòstols esculpits pel picapedrer Jean de Tours en pedra nummulítica, està dedicada a l'Assumpta i a Sant Nicolau de Bari i fou restaurada després de les destruccions sofertes l'any 1936. a part dels caps dels apòstols hi ha altres motius decoratius esculpits, a més d'una fornícula amb un sant.